# Death to Tyrants
A Death to Tyrants az amerikai Sick of It All nyolcadik stúdióalbuma. Az előző három lemezüktől eltérően ezt nem a Fat Wreck Chords kiadó dobta piacra, hanem az Abacus Recordings.

## Az album dalai
1. Take the Night Off
2. Machete
3. Preamble
4. Uprising Nation
5. Always War
6. Die Alone
7. Evil Schemer
8. Leader
9. Make a Mark
10. Forked Tongue
11. The Reason
12. Faithless
13. Fred Army
14. Thin Skin
15. Maria White Trash
16. Don't Join the Crowd